# Getreide AG

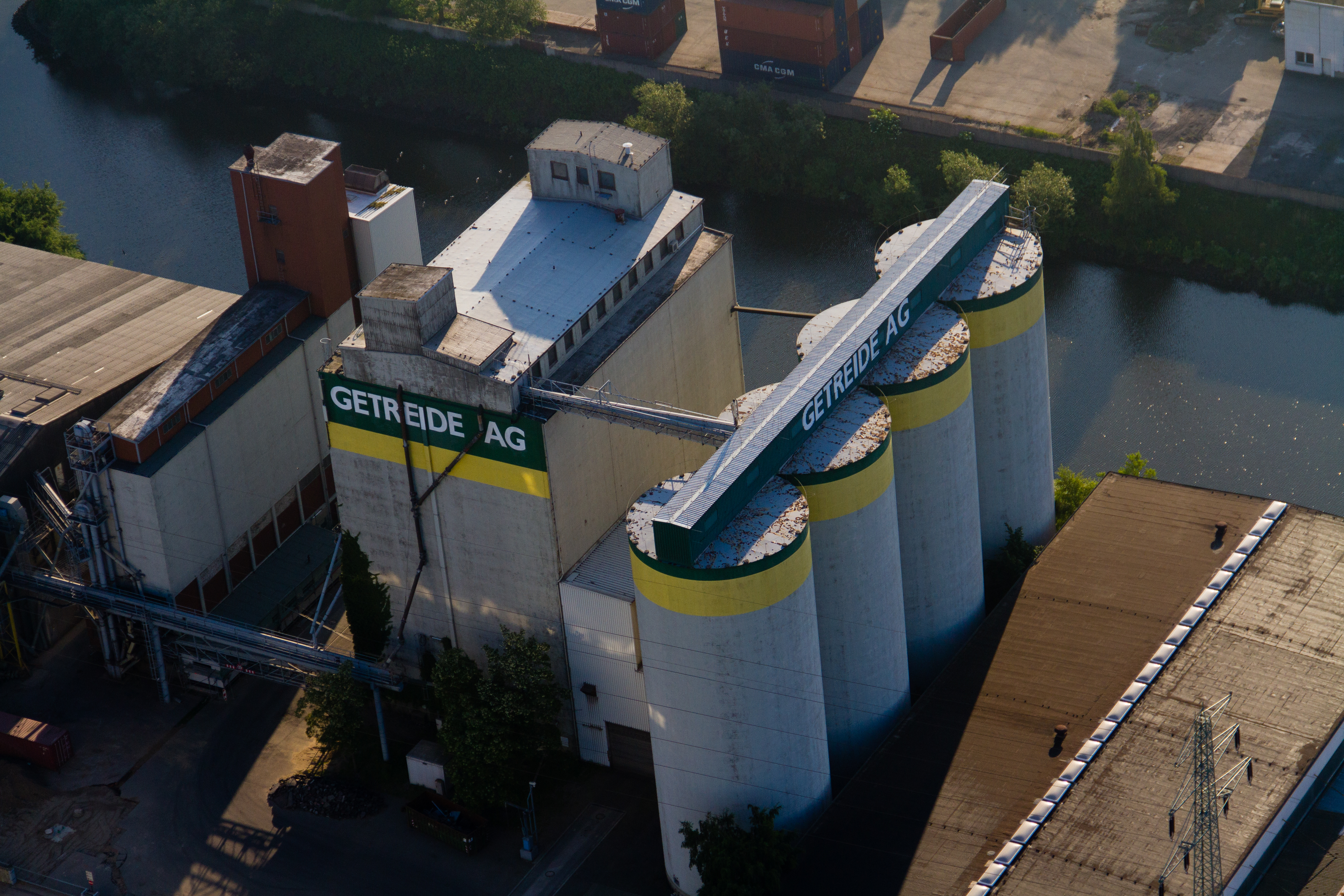
Getreide AG in Hamburg-Steinwerder

Die Getreide AG ist ein weltweit agierendes Unternehmen in den Bereichen Lebensmittelproduktion, Lagerhaltung und Logistik, sowie Agrarhandel.

## Geschichte
Die Getreide AG ging aus zwei traditionsreichen Agrarhandelsunternehmen hervor. 1872 gründete Christian Sieck (1850–1935) in Schleswig die Firma Chr. Sieck zum Handel von Getreide und Futtermitteln. Peter Kruse (1873–1951) gründete 1898 in Kappeln ein Getreidegeschäft, welchem weitere in Eckernförde, Kiel, Hamburg und Lübeck folgten. Schon damals unterhielt dieses Unternehmen internationale Handelsbeziehungen u. a. nach Russland. 1921 wurde das Unternehmen in Getreide A.G. umfirmiert. 1982 fusionierten beide Unternehmen. Ab 1990 begann die Expansion in die neuen Bundesländer und nach Osteuropa.
2014 wurde beschlossen, die Landhandels-Tochtergesellschaften zu verkaufen. Der Verkauf fand zum 1. Februar 2015 rechtswirksam statt. Nach dem Verkauf der Landhandelstochtergesellschaften verlegte die Getreide AG ihre Zentrale von Rendsburg nach Hamburg. Die Umstrukturierung und Neuausrichtung des Konzerns dauerte bis 2017 an. Seitdem hat die Getreide AG ihre Aktivitäten von einem Erfassungsbetrieb mit angelagerter Produktion zu einem Erfassungs- und Produktionsbetrieb verschoben und den Bereich Produktion und Umschlag (in Hamburg und Rostock) ausgebaut.

## Produkte
Der Kern der Geschäftstätigkeit der Getreide AG hat sich ab 2015 verschoben vom Handel von Agrarprodukten zur Produktion von Rapsöl, Nahrungsmitteln und Malz, sowie zur Lagerhaltung von Fremdwaren (Kaffee, Mais …), dem Umschlag an den Tiefseewasserhäfen Hamburg und Rostock und dem Großhandel von Agrarrohstoffen. Die Handelsabteilung der Getreide AG handelt große Mengen an Getreiden, Rapssaat, Rapsöl und Rapskuchen. Die Rohstoffe werden teilweise selbst erfasst, teilweise durchgehandelt, die Produkte werden alle selbst produziert.

## Beteiligungen und Standorte
Gemäß Anlage 2 des Jahresabschlusses zum Geschäftsjahr 2018 besitzt das Unternehmen unter anderem folgende Beteiligungen mit über 90 % Anteil:
- Chr. Sieck GmbH & Co. KG, Hamburg
- Erfurter Malzwerke GmbH (mit der ehemaligen Hanse-Malz GmbH, Hamburg)
- Wurzener Nahrungsmittel GmbH
- Nordkorn AG, Hamburg
- G.T.H. Getreide Terminal Hamburg GmbH & Co. KG
- Getreide Danmark ApS, Norre Alslev
- Power Oil Rostock GmbH